# Larbi Lazhari
Larbi Lazhari (arab. ‏العربي لزهاري‎; ur. 3 lipca 1941 w Algierze) – algierski gimnastyk, olimpijczyk.
Brał udział w Letnich Igrzyskach Olimpijskich 1968 w siedmiu konkurencjach. Najwyższą pozycję zajął w ćwiczeniach na drążku (71. miejsce na 115 zawodników), natomiast w wieloboju indywidualnym ukończył zawody na 105. pozycji (startowało 117 gimnastyków).